# Giovanni Grande
Giovanni Battista Grande (Torino, 22 gennaio 1887 – Torino, 17 novembre 1937) è stato un pittore italiano.

## Biografia
Dopo i primi studi in seminario, abbandonati per motivi di salute, si iscrisse nel 1904 all'Accademia Albertina, dove fu allievo di Andrea Marchisio e Giacomo Grosso; negli stessi anni lavorò come decoratore. Dopo la prima guerra mondiale si trasferì a Milano, dove operò come pubblicitario e realizzò numerose locandine cinematografiche. Tornato a Torino dopo pochi anni, intraprese la carriera pittorica, realizzando dipinti per committenti privati ed esponendo in alcune mostre collettive. A partire dal 1928 fu impiegato dalla manifattura Lenci, realizzando modelli per oggetti in ceramica.

## Esposizioni
Partecipò alle Biennali di Brera nel 1914 e nel 1916. Espose alla Quadriennale nazionale di Torino nel 1923, alla Biennale di Venezia del 1926 e all'Esposizione universale di Barcellona nel 1929.

## Opere

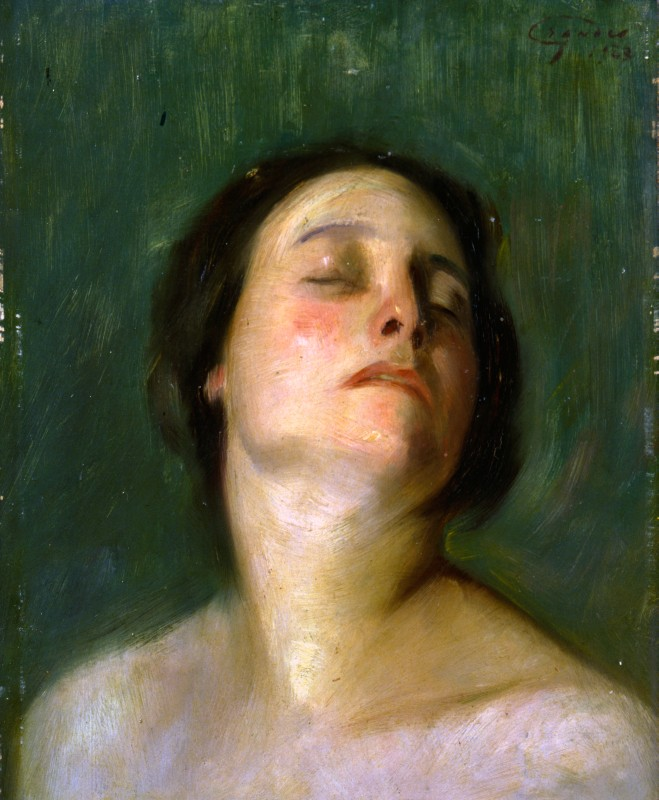
Studio di testa, 1923, Milano, Collezioni d'arte della Fondazione Cariplo

Alcuni suoi manifesti sono conservati presso il Museo nazionale del cinema a Torino. Suoi dipinti si trovano alla Galleria d'arte moderna di Firenze (Testa d'uomo) e nelle collezioni della Fondazione Cariplo (Studio di testa).